# Hisashi Yamamoto
Hisashi Yamamoto (山本 尚 (Yamamoto Hisashi), né le 16 juillet 1943) est un chimiste japonais. Spécialisé en chimie organique, il étudie notamment la synthèse et le rôle de  catalyseurs de type acide de Lewis sur la sélectivité des réactions de synthèse organique. Il a enseigné près de vingt ans à l'université de Nagoya, avant de rejoindre en 2002 le département de chimie de l'université de Chicago. 
Il reçoit le Prix Tetrahedron en 2006 pour sa créativité exceptionnelle en chimie organique, qui illustre sa volonté d'« ouvrir de nouvelles voies ».
Il est déclaré en 2018 personne de mérite culturel pour l'ensemble de son œuvre. 